# ساحة آل علي الحاج (القطن)
'

تعديل مصدري - تعديل

ساحة ال علي الحاج هي إحدى قرى عزلة القطن بمديرية القطن التابعة لمحافظة حضرموت، بلغ تعداد سكانها 2308 نسمة حسب تعداد اليمن لعام 2004.